# Holy Peak
Holy Peak (ホーリーピーク, Hōrī Pīku) est une société spécialisée dans le management de seiyū. 
Elle a été créée en mai 2002 par le producteur de musique Hiroki Horio.

## Liste des seiyū travaillant pour Holy Peak

### Femmes
Ai Hayasaka

Emi Yabusaki

Ena Rin 

Chiaki Oosawa

Ikumi Matsuno

Madoka Mizuki

Mai Hashimoto

Mami Mizutani

Megumi Toyota

Miho Shimomura

Miyū Kawakami

Nanako Inoue

Naoko Miyagawa

Naomi Tamura

Natsuko Inukai

Rin Natsumi

Sakiko Ootani

Yui Itsuki

Yuri Yamaoka

Yoshimi Akaishi

Yurika Honma

Yuu Kobayashi

### Hommes
Akira Minowa

Daisuke Ito

Jun Kamei

Kazuhisa Yamaguchi

Kazuyuki Ozawa

Nobuya Mine

SOTA

Takashi Ookubo

Tomoharu Suzuki

Tatsuya Hayama